# 朝倉尚武
朝倉 尚武（あさくら なおたけ、天保13年（1842年） - 明治7年（1874年）4月13日）は、江戸時代後期（幕末）の佐賀藩士、明治初期の軍人。通称は弾蔵。

## 経歴
天保13年（1842年）、佐賀城下に佐賀藩士の家に生まれる。幼少より藩校弘道館に学び特に兵学に優れた。戊辰戦争では佐賀藩隊の軍監付属や、小隊長として奥羽戦線で活躍している。また戦後は東京遊学を命じられ、昌平黌に入った。
明治4年（1871年）に帰郷すると同年編成された佐賀藩兵一番大隊長に任命され、さらに上京して陸軍少佐を拝命し兵部省に勤めたがほどなく辞職した。その後上京していたが征韓論に伴う明治六年政変により江藤新平、副島種臣などが野に下ると、再度郷里の佐賀に戻った。さらに中島鼎蔵や山田平蔵らと征韓事務所を設け同志を募り佐賀征韓党を結成、のちに江藤を党首に頂き佐賀の乱に突入する。
ほとんど偶発的に勃発してしまった佐賀の乱では佐賀軍征韓党の参謀長を務め、佐賀城占拠後に江藤新平から迎撃作戦の立案を委任されたとされている。しかし戦闘では本隊のいる主戦場とは遠く離れた三瀬峠に布陣し陽動の任務に就いたため異論もある。三瀬峠では小銃10挺の貧弱な武装と寡兵ながらも山岳地帯を生かした切り込み戦法で勇戦し、寄せ手の山田顕義少将に「ここの佐賀兵を指揮しているのは、おそらく朝倉尚武に違いない」と言わしめた。その後、本体を率いる江藤が敗退し、鹿児島県の西郷隆盛に助力を請うため佐賀を脱出したため、朝倉も部隊を六角耕雲に託して江藤の後を追い鹿児島へ向かうが途中の市来にて捕えられる。乱後の裁判にて斬首。享年33。墓は佐賀市中の館の乾亨院にあるが、ここには佐賀の乱で戦死した熊本鎮台兵の合葬碑もある。

## 人物・評価
剛胆な武人肌の人物として知られており、友人の徳久恒範に対し、薩摩の桐野利秋について「もし桐野と自分が同数の兵力を持って戦ったら、自分が桐野の首を頂戴できる。」と豪語した。また、東京で江藤新平に面会した際に「佐賀で挙兵したら何人ぐらい集まるか」と問われた朝倉は「二個大隊ぐらい集まる」と答えた。しかし後で朝倉は「実力では二個大隊どころか、二個小隊もない」と語っている。このことが後の江藤の判断を誤らせ、佐賀の乱の敗戦に繋がったとする意見も一部にある。